# Prêmio Reuchlin
O Prêmio Reuchlin (em alemão:  Reuchlin-Preis) é uma condecoração da cidade de Pforzheim estabelecida em 1955, devotada aos quinhentos anos de nascimento do humanista do renascimento Johann Reuchlin, e desde então concedida a cada dois anos por indicação da Academia de Ciências de Heidelberg.

## Recipientes
- 1955 - Werner Näf
- 1957 - Rudolf Karl Bultmann
- 1959 - Hans Jantzen
- 1961 - Richard Benz
- 1963 - Wolfgang Schadewaldt
- 1965 - Karl Rahner
- 1967 - Erich Preiser
- 1969 - Gershom Scholem
- 1971 - Hans-Georg Gadamer
- 1974 - Reinhart Koselleck
- 1978 - Ernst-Wolfgang Böckenförde
- 1980 - Dolf Sternberger
- 1983 - Jan Białostocki
- 1986 - Leiva Petersen
- 1989 - Uvo Hölscher
- 1991 - Christian Habicht
- 1993 - Werner Beierwaltes
- 1995 - Albrecht Schöne
- 1997 - Albrecht Dihle
- 1999 - Paul Zanker
- 2001 - Annemarie Schimmel
- 2003 - Wilhelm Hennis
- 2005 - Arnold Esch
- 2007 - Christian Meier
- 2009 - Gottfried Schramm
- 2011 - Hermann Parzinger
- 2013 - Karl Lehmann e Wolfgang Huber[1]